# Xylotrechus fragilis
Xylotrechus fragilis là một loài bọ cánh cứng trong họ Cerambycidae.